# Uncover
Uncover é o terceiro extended play (EP) da cantora sueca Zara Larsson. O EP foi lançado em 16 de janeiro de 2015 pela TEN Music Group, Epic Records e Sony Music. Sendo o seu primeiro lançamento internacional fora da Europa. O EP apresenta seis músicas tiradas de seu primeiro álbum de estúdio, 1.

## Recepção da crítica
Kristen Maree, da Renowned for Sound declarou: "Começando com a faixa descontraída 'Wanna Be Your Baby', Zara nos joga de volta para algumas das coisas mais interessantes de Mariah Carey, vá rapidamente para 'Never Gonna Die', que você seria perdoado por confundir com Rihanna . A faixa título 'Uncover' é a linda balada do EP, enquanto 'Carry You Home' é excepcionalmente atual e única. O som repetitivo em 'She’s Not Me' é o mais próximo que chegamos do clichê, salvo pela impressionante performance vocal de Zara, enquanto o encerramento 'Rooftop' é a melhor maneira de terminar o EP, soando como algo do 1989 de Taylor Swift."  Bradley Stern, do MuuMuse, afirmou que "[Uncover] é a essência do pop-sueco, em sua melhor e mais forte composição musical, melodias poderosas e vocais cativantemente puros, desde a sensação de bem-estar, de 'Wanna Be Your Baby' para o completamente brilhante 'Rooftop' para 'She's Not Me, Pt. 1 & 2', que desliza através de fantasmas fantasmagóricos como um monólogo interno longo e paranóico e/ou do Hard Candy de Madonna." 

## Lista de faixas
| Edição padrão  |                                           |                                                 |                             |         |  |
| N.º            | Título                                    | Compositor(es)                                  | Produtor(es)                | Duração |  |
| 1.             | "Wanna Be Your Baby" (versão alternativa) | Claude Kelly Colin Norman Mack                  | Kelly Norman Robert Habolin | 3:04    |  |
| 2.             | "Never Gonna Die" (versão alternativa)    | Ethan Lowery Tysper                             | Tysper                      | 3:40    |  |
| 3.             | "Uncover"                                 | Gavin Jones Mac Habolin                         | Habolin                     | 3:33    |  |
| 4.             | "Carry You Home"                          | Elof Loelv                                      | Loelv                       | 4:14    |  |
| 5.             | "She's Not Me" (Pt. 1 & Pt. 2)            | Mack Naiv                                       | Mack Naiv                   | 5:32    |  |
| 6.             | "Rooftop"                                 | Mack Mathieu Jomphe Nick Ruth Rickard Göransson | Billboard Mack Ruth         | 3:59    |  |
| Duração total: | Duração total:                            | Duração total:                                  | Duração total:              | 23:22   |  |

## Histórico de lançamento
| Região         | Data                  | Formato          | Gravadora     | Ref.   |
| -------------- | --------------------- | ---------------- | ------------- | ------ |
| África do Sul  | 16 de Janeiro de 2015 | Download digital | TEN Epic Sony | [ 7 ]  |
| Austrália      | 16 de Janeiro de 2015 | Download digital | TEN Epic Sony | [ 8 ]  |
| Canadá         | 16 de Janeiro de 2015 | Download digital | TEN Epic Sony | [ 9 ]  |
| Estados Unidos | 16 de Janeiro de 2015 | Download digital | TEN Epic Sony | [ 10 ] |
| Nova Zelândia  | 16 de Janeiro de 2015 | Download digital | TEN Epic Sony | [ 11 ] |